# Larry Grenadier
Larry Grenadier (* 6. února 1966) je americký jazzový kontrabasista. Ve svých deseti letech začal hrát na trubku, ale brzy poté přešel k baskytaře a následně ke kontrabasu. Svou kariéru zahájil v osmdesátýchých letech poté, co vystudoval Stanfordovu univerzitu. Spolu s bubeníkem Jeffem Ballardem a saxofonistou Markem Turnerem působí ve skupině Fly, která své první album vydala v roce 2004. Rovněž je členem tria klavíristy Brada Mehldaua. Během své kariéry spolupracoval s mnoha dalšími hudebníky, mezi které patří například Charles Lloyd, Herbie Mann, Paul Motian, Jamie Saft nebo Pat Metheny.